# Ilm (rivière)
Pour les articles homonymes, voir Ilm.
L'Ilm est une rivière allemande d'une longueur de 129 km qui coule dans le land de la Thuringe. Elle est un affluent en rive gauche de la Saale et donc un sous-affluent de l'Elbe.